# Station Sędziszowa
Station Sędziszowa is een spoorwegstation in de Poolse plaats Sędziszowa.